# Weng Hsiao-mei
Weng Hsiao-mei (翁小梅T, Wēng XiǎoméiP; 28 gennaio 1974) è un'ex cestista taiwanese.

## Carriera
Con Taiwan ha disputato i Campionati mondiali del 1994.